# Twilight (cómic)
Twilight es un personaje de ficción de DC comics en las series de Supergirl. Apareció por primera vez en Supergirl (vol. 3) n.º 15 (noviembre de 1997). 

## Biografía ficticia
Una chica llamada Molly y su gemela Jane originalmente nacieron en Apokolips y quisieron volverse miembros de las Furias Femeninas. Las chicas huyeron de Apokolips, y encontraron un nuevo hogar en la Tierra (específicamente en Inglaterra de la Edad Media). 
Inmortal, y dotada para resucitar a los muertos, Molly creció en la época de la Muerte Negra y usó sus poderes de curación para ayudar al populacho. Sin embargo, Jane no tenía ninguna habilidad al parecer, y murió de la Plaga, pero a Molly se le agotaron sus poderes pues estaba agotada, y no pudo traerla de regreso. Maldiciendo a Dios por esto, Molly se volvió el ser ahora conocido como Twilight (Crepúsculo) vagando por la Tierra durante siglos con la agenda de conseguir vengarse de Dios. 
Cuando ella encontró en la Tierra al ángel Linda Danvers, ella decidió vengarse de Dios destruyendo a una de sus creaciones. Twilight aprendió a taladrar en la oscuridad de su propia alma, y proyectar explosiones de sombras manchadas de tinta, una habilidad no teniendo ningún problema en usa para atacar a Supergirl. 
Pero entonces Twilight supo que la Reina Demonio Lilith tenía a su hermana Jane (quien estaba viva), y Lilith usó a Jane como cebo y atraer a Twilight a su servicio. Cuando Matrix/Ángel con la figura de Linda Danvers fue separada de ella, Lilith capturó a la Matrix Angélica, y usó a Twilight como su "guardaespaldas". Cuando Linda vino a recuperar su otra mitad, ella tuvo que luchar contra Twilight, pero la ganó como una aliada cuando Linda rescató a Jane de Lilith. Lilith hirió fatalmente a Twilight, entonces Linda tuvo que unir a Matriz con Twilight, y la hizo el nuevo Ángel de Fuego, entonces Twilight tuvo un merecido final feliz. Twilight usó sus habilidades de curación de restaurar los poderes de Linda a los niveles que ella tenía cuando ella y Matrix estaban antes de que se unieran como Supergirl. El paradero de Twilight es desconocido.

## Poderes
Twilight es inmortal que tiene el poder para resucitar a los muertos recientemente para una cantidad de veces limitada. Ella también tiene el poder para sanar virtualmente cualquier lesión. Ella también puede proyectar energía oscura que agota el poder de sus víctimas. Sus sombras son tan oscuras, que incluso los dioses de la oscuridad se han estado asustado por sus poderes. Desde que ella se unió con Matrix, ella tiene telequinesis, alas de llama, y visión de llama.
- Datos: Q7857965